# 黑刺鰍
黑刺鰍為輻鰭魚綱合鰓目刺鰍亞目刺鰍科的其中一種，分布於非洲喀麥隆Mbonge河智剛果民主共和國Shiloango河流域，體長可達37.5公分，棲息在沿岸淺水域，屬肉食性，可做為食用魚。